# Undulat
Undulaten (Melopsittacus undulatus) er en lille papegøje, der stammer fra Australien.  Arten er den eneste i slægten Melopsittacus. Der findes den lille australske undulat (den man finder i naturen), og den store engelske undulat, som er opdrættet mhp. udstilling.
Den australske bliver ca 18 cm lang, har indtrukket næb og udstående øjne, og vejer 30-40 g som unge og 40-50 g som voksen. Den engelske undulat bliver samme længde, men vejer omkring 50-75 g. Den har meget større fjerdragt, og ikke de udstående øjne. 
Undulater yngler på alle tider af året, når blot de rette betingelser er til stede. Man anbefaler, at de tidligst yngler, fra de er 10 mdr, fordi det er meget hårdt fysisk for dem. I naturen kan vi jo desværre ikke forebygge alder. Rigelig regn giver fremvækst af græs og andre frøplanter, der udgør artens føde. Reden bygges i et hul i et træ. Undulaten får normalt 4-7 æg (i særlige tilfælde op til 13 æg), og de udruges på 18 dage. Når undulaten ikke yngler, er den langt overvejende nomadisk. Det er i fangenskab vigtigt, at de får alle de tilskud der er nødvendige når de yngler. Så som D-vitamin, kalk og protein.
Undulater kan som kæledyr fås i forskellige farver, og ofte ser man grønne, blå, gule og hvide. Det er imidlertid kun den grønne, der forekommer frit i naturen, da de andre farver er fremavlet til at være kæledyr. Alle andre end de grønne, ville også “være for synlige” i naturen, og ender som byttedyr. Som hovedregel kan man kende forskel på hanner og hunner ved at se på farven af vokshuden, som sidder lige over næbbet. Her vil hanner være blå, mens hunner er brune (dog kan hunner også have hvidlig/isblå, sandfarvet vokshud). Den er kun brun ved ynglelyst. Hos enkelte varieteter (farver), hvor vokshuden hos hanner er lilla, og hunner lyserød med hvidlige ringe. Vokshuden udvikler først disse farver når fuglene er kønsmodne, men det er ofte stadig muligt at kønsbestemme unger ved brug af samme metode. Begge køn har lyslilla vokshud, men unge hunner har som regel store hvide ringe om næseborene.
Undulatens levetid er ca. 10-14 år, men i fangenskab, ses der undulater på 16 år. 
Den engelske undulat, som er fremavlet til at være større, lever ikke lige så længe. De lever ca til 6-8 års alderen.